# Iso Karitunturi
Iso Karitunturi är ett 417 meter högt berg i Karitunturi naturskyddsområde, strax söder om Riisitunturi nationalpark, nordost om Posio i Lappland i Finland.
Trakten runt Iso Karitunturi ligger inom den boreala klimatzonen. Årsmedeltemperaturen i trakten är −4 °C.[källa behövs] Den varmaste månaden är juli, då medeltemperaturen är 15 °C, och den kallaste är januari, med −16 °C.
Karitunturi raststuga (Palovartijan maja) ligger på Iso Karitunturi, vid vandringsleden från Posiuohållet in i Riisitunturi nationalpark.66°09.5245′N 28°17.9969′Ö / 66.1587417°N 28.2999483°Ö.